# Allier
Allier (03; en occitano Alèir) es un departamento francés situado en la región de Auvernia-Ródano-Alpes. EL INSEE y La Poste le atribuyen el código 03. Su prefectura es Moulins.
Este departamento corresponde a la antigua provincia del Borbonés.

## Orígenes del nombre
El nombre del departamento proviene del nombre de uno de los ríos que lo atraviesan, el Allier. El Allier se llama Elaver en latín y Alièr en Media Luna occitano, una zona en la que la lengua de oc se mezcla con la lengua de oïl.

## Geografía
- Limita: al norte con Cher y Nièvre, al este con Saona y Loira y Loira, al sur con Puy-de-Dôme y al oeste con Creuse y Cher.
- Punto más alto: Puy de Montoncel (1292 m)
- Punto más bajo: salida del Cher (160 m)
- Carretera a mayor altura: La Loge des Gardes (1077 m)
- Otras cumbres: Pierres du Jour (1165 m), Puy Dadieu (1076 m), Pierre Charbonnière (1031 m)
- Mayor lago: Lac Rochebut (1,72 km²)
- Principales cursos de agua: Allier, Loira, Cher, Besbre, Sioule

## Administración
Allier es administrado por el Consejo departamental compuesto de 38 consejeros (2 por cantón) elegidos por seis años. El departamento es parte de la región Auvernia-Ródano-Alpes.

## Demografía
El Allier cuenta con tres grandes aglomeraciones: las unidades urbanas de Vichy (85.000 habitantes, una pequeña parte de las cuales se extiende hasta el Puy-de-Dôme), Montluçon (80.000 habitantes) y Moulins (62.000 habitantes). Estas tres unidades urbanas representan algo más de dos tercios de la población del Allier. El resto del departamento está formado por algunas pequeñas ciudades y pueblos dispersos principalmente a lo largo de los ríos.
Hasta finales del siglo XIX, la población aumentó gracias al desarrollo de sus ciudades (industrias en Montluçon y Moulins, termas en Vichy) que compensaron el éxodo rural. El departamento superaba entonces los 420.000 habitantes. Tras las pérdidas de la Primera Guerra Mundial, la población se estabilizó, y luego aumentó ligeramente en los años '60. Desde entonces, debido al continuo éxodo rural y, sobre todo, al declive de las antiguas industrias, la población ha disminuido constantemente y ha pasado de 386.533 habitantes en 1968 a 343.309 en 2006. Sin embargo, desde principios de los años 2000 se observa una estabilización: el saldo migratorio, que ha vuelto a ser positivo, ha contrarrestado un saldo natural que sigue siendo negativo. Por primera vez desde los años 60, la población del departamento incluso ha aumentado ligeramente en el último periodo de referencia (2009-2014).
| 1801    | 1831    | 1841    | 1851    | 1856    | 1861    | 1866    |
| ------- | ------- | ------- | ------- | ------- | ------- | ------- |
| 248.864 | 298.257 | 311.361 | 336.758 | 352.241 | 356.432 | 376.164 |
| 1872    | 1876    | 1881    | 1886    | 1891    | 1896    | 1901    |
| 390.812 | 405.783 | 416.759 | 424.582 | 424.382 | 424.378 | 422.024 |
| 1906    | 1911    | 1921    | 1926    | 1931    | 1936    | 1946    |
| 417.961 | 406.291 | 370.950 | 370.562 | 373.924 | 368.778 | 373.481 |
| 1954    | 1962    | 1968    | 1975    | 1982    | 1990    | 1999    |
| 372.689 | 380.221 | 386.533 | 378.406 | 369.580 | 357.710 | 344.721 |
| 2006    | 2011    | 2016    | 2021    |         |         |         |
| 343.309 | 342.729 | 339.384 | 337.171 |         |         |         |

### Municipios más poblados
| Nombre                    | Código INSEE | Mancomunidades                         | Superficie (km²) | Población (2019) | Densidad (hab/km²) |
| ------------------------- | ------------ | -------------------------------------- | ---------------- | ---------------- | ------------------ |
| Montluçon                 | 03185        | Montluçon Communauté                   | 20,67            | 34.361           | 1662               |
| Vichy                     | 03310        | Vichy Communauté                       | 5,85             | 24.980           | 4270               |
| Moulins                   | 03190        | Moulins Communauté                     | 8,61             | 19.246           | 2235               |
| Yzeure                    | 03321        | Moulins Communauté                     | 43,24            | 12.838           | 297                |
| Cusset                    | 03095        | Vichy Communauté                       | 31,93            | 12.474           | 391                |
| Bellerive-sur-Allier      | 03023        | Vichy Communauté                       | 18,97            | 8741             | 461                |
| Domérat                   | 03101        | Montluçon Communauté                   | 35,54            | 8729             | 246                |
| Commentry                 | 03082        | Commentry Montmarault Néris Communauté | 20,96            | 6132             | 293                |
| Gannat                    | 03118        | Saint-Pourçain Sioule Limagne          | 36,85            | 5830             | 158                |
| Saint-Pourçain-sur-Sioule | 03254        | Saint-Pourçain Sioule Limagne          | 35,67            | 5221             | 146                |
| Désertines                | 03254        | Montluçon Communauté                   | 8,34             | 4459             | 535                |
| Avermes                   | 03013        | Moulins Communauté                     | 15,60            | 3953             | 253                |
| Saint-Germain-des-Fossés  | 03236        | Vichy Communauté                       | 8,30             | 3654             | 440                |
| Varennes-sur-Allier       | 03298        | Entr'Allier Besbre et Loire            | 24,10            | 3618             | 150                |
| Creuzier-le-Vieux         | 03094        | Vichy Communauté                       | 11,38            | 3297             | 290                |